# Schaapherder

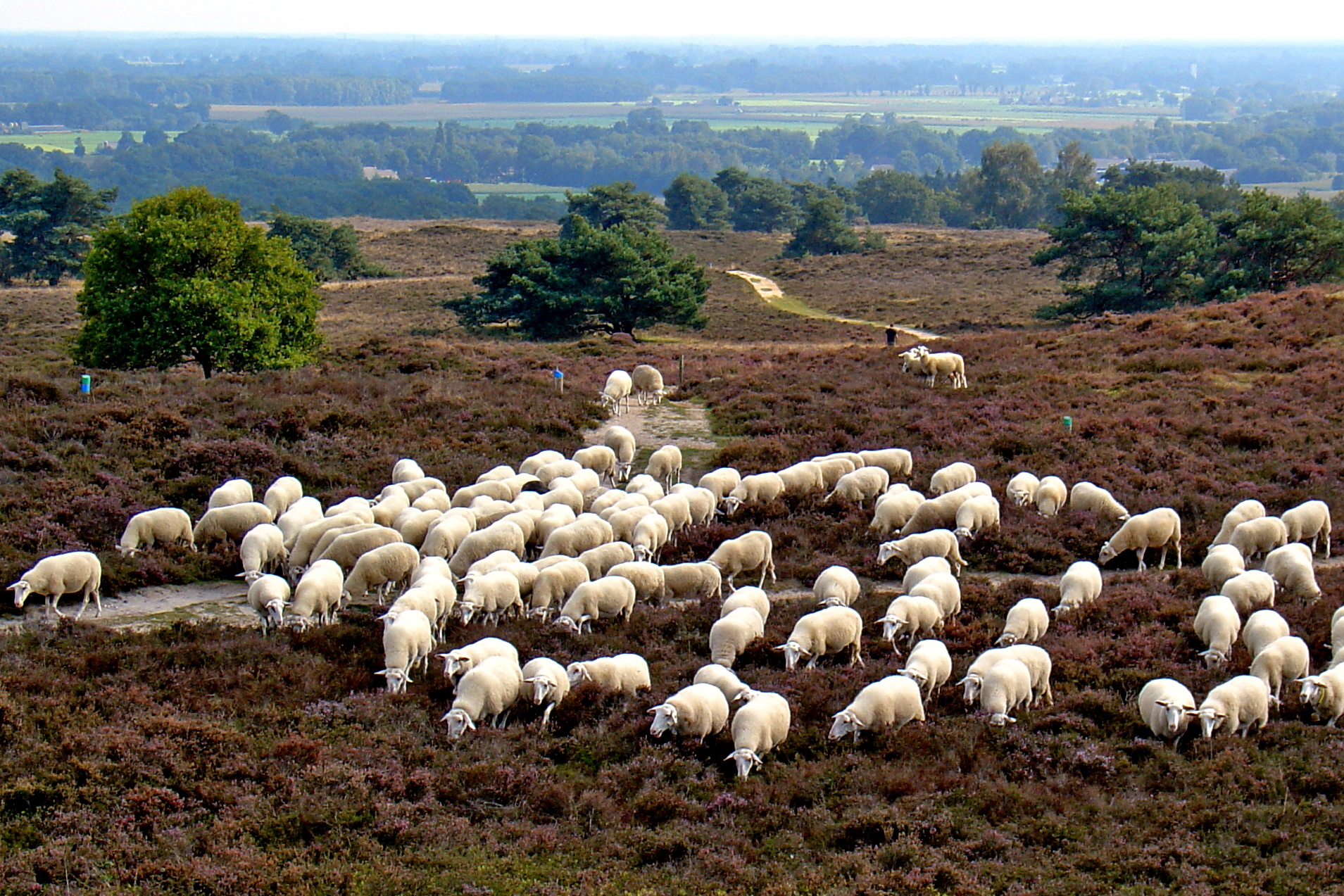
Schaapskudde op de Archemerberg nabij Lemele

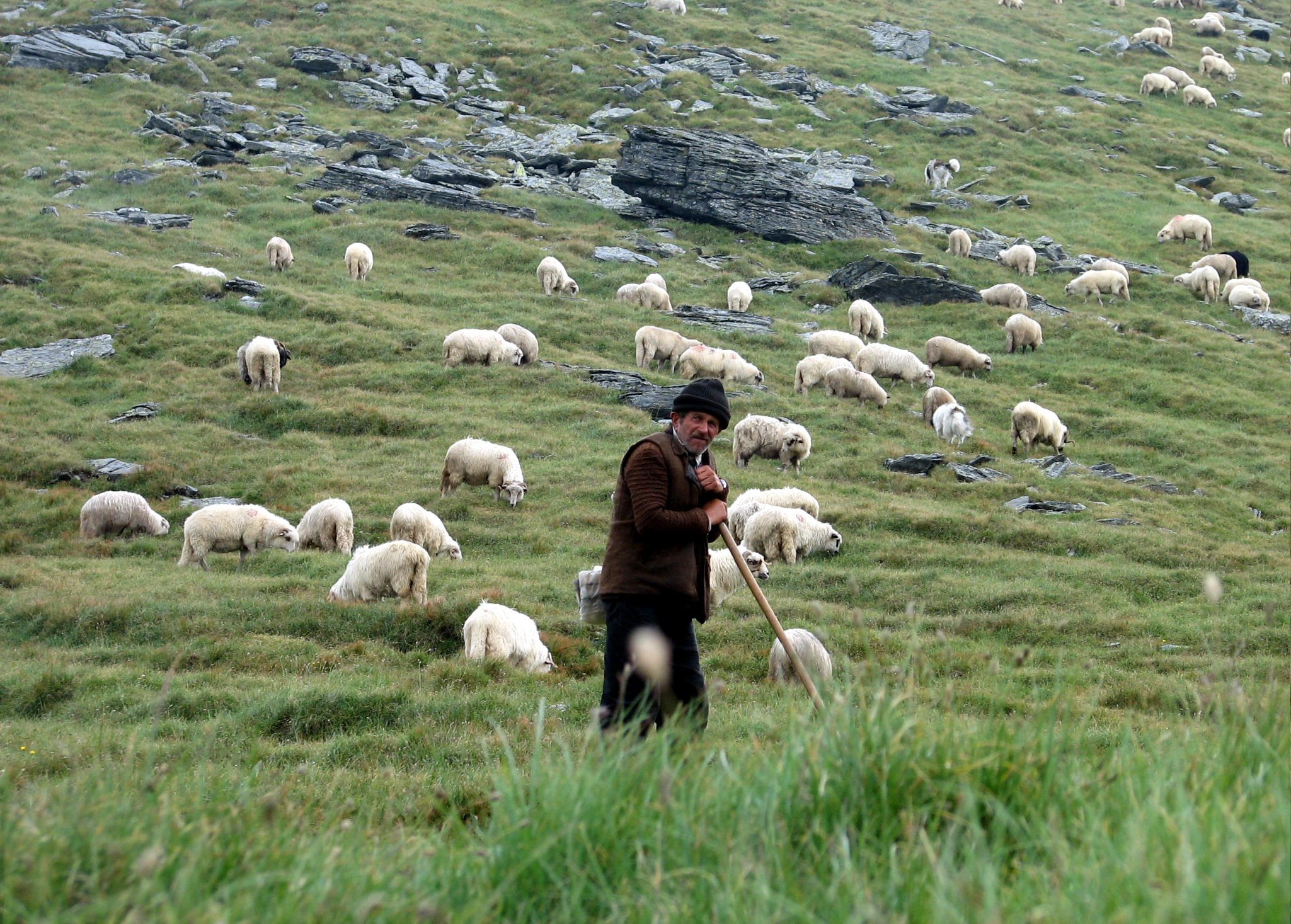
Een Roemeense schaapherder in het Făgăraşgebergte

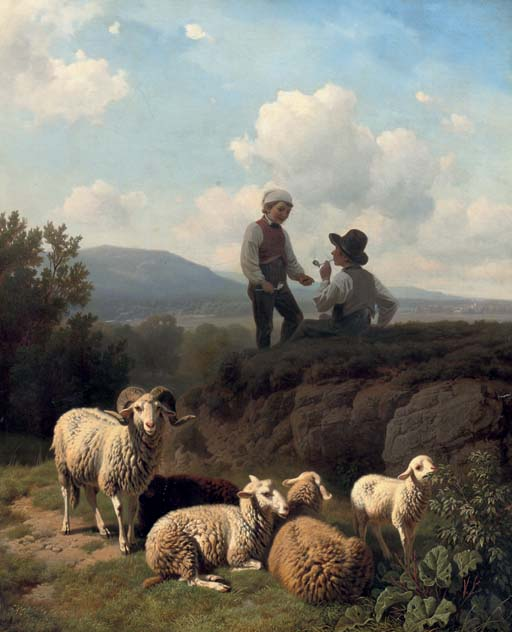
Schaapherders geschilderd door Robert Eberle, circa 1850

Een schaapherder (ook: scheper) is iemand die een kudde schapen hoedt, vaak met behulp van een of meerdere Bordercollies om de kudde te leiden.
Het hoeden van schapen was van oorsprong een rendabele manier om van de verder onbruikbare woeste gronden te profiteren. De kudde bevatte vroeger dieren van verschillende eigenaren. De kuddes verbleven 's nachts in een als potstal uitgevoerde schaapskooi. Zo verzamelde men de kostbare mest die na verloop van tijd werd verspreid over de essen.

## Schaapherders in Nederland
De tegenwoordige kuddes zijn bedoeld om heidevelden of andere vegetatie, zoals de bloemdijken van Zuid-Beveland te beheren. Rendabel is het op deze wijze houden van schapen niet meer, de herder is tegenwoordig vaak in dienst van een instelling voor landschapsbeheer.
Een unicum in Nederland doet zich voor bij Ede. Daar hebben als enige in Nederland twee broers de leiding over twee schaapskuddes. De ene herder loopt met zijn kudde aan de noordkant van de Verlengde Arnhemseweg [N224] op de Eder Heide. Zijn broer loopt aan de zuidkant, op de Ginkelse Heide.
Naast gesubsidieerde schaapskuddes kent Nederland ook nog commerciële schepers. Deze schaapherders verhuren zich met kudde periodiek aan verschillende opdrachtgevers voor het begrazen van natuurgebieden, dijken of bijvoorbeeld militaire oefenterreinen.

### Herders
In Nederland zijn schaapherders met kuddes te vinden op:
- het Mandefjild (bij Bakkeveen)
- het Balloërveld (bij Balloo)
- het Veenpark (bij Barger-Compascuum)
- de Bergerheide (in Bergen, bij Flughafen Weeze)
- de Brunssummerheide (in Brunssum en Heerlen)
- het Doldersummerveld (bij Doldersum)
- de Ginkelse Heide en de Eder Heide (bij Ede)
- het Mergelland, Eperheide (in Epen)
- de Ermelosche Heide, "De Schaapskooi" (bij Ermelo)
- het Molenveld (bij Exloo)
- het Haaksbergerveen
- de Renderklippen (bij Heerde)
- het Hijkerveld (bij Hijken)
- het Groote Zand (bij Hooghalen)
- de Hoog Buurlose heide (bij Hoog Buurlo)
- De Groene Ster, De Leeuwarder Schaapskudde (bij Leeuwarden)
- de Archemer- en Lemelerberg (bij Lemele)
- de Loenermark (bij Loenen)
- de Borkeld (bij Markelo)
- de Elspeterheide (bij Nunspeet)
- het Reijntjesveld en andere natuurgebieden (bij Orvelte)
- de Veluwezoom (bij Rheden)
- de schaapskudde Ruinen op het Dwingelderveld (bij Ruinen)
- het Wijboschbroek (bij Schijndel)
- het eiland Tholen
- het Holtingerveld (bij Uffelte)
- de Zuidrand (in Midden-Delfland, schaapskudde Vockestaert-Midden-Delfland)

## Schaapherders in België/Vlaanderen
Op verschillende plaatsen in België waren er doorheen de geschiedenis herders actief. De Zwinstreek en het Pajottenland en Zennevallei waren bekende streken voor schapenteelt.

### Zwinstreek
De oudste indicaties van schapenteelt in de Zwinstreek gaan terug tot de Romeinse tijd. De kustzone was een moerasgebied met veel dood plantmateriaal en een zoetwatersysteem, het zogenaamde veenlandschap. Door de invloed van eb en vloed ontstond er een soort waddengebied met slikken en schorren. Schapen zijn zowat de enige zoogdieren die de vegetatie lusten die in dit gebied voorkomen. Vanaf de 10de eeuw richtten vermogende landbouwers in de streek grote pachtboerderijen op. Deze boeren nemen herders in dienst die de zorg van de schapen op zich nemen. De wolproductie van de grootschalige schapenboerderijen ligt mee aan de basis van de bloeiende lakenhandel in Brugge, Gent en Ieper in de middeleeuwen.
Van ca. 1600 tot ca. 1850 speelden schapen een voorname rol in de kleinschalige landbouw die zo typisch was voor Vlaanderen. Bijna twee derde van de landbouwbedrijven was kleiner dan één hectare. Samen met geiten worden schapen wel eens de ‘koeien van de werkman’ genoemd. Schapen leveren liefst vijf verschillende ‘producten’: wol, mest, melk, vlees en huid. Daarom werden de dieren uitermate geapprecieerd. Vanaf het midden van de 19de eeuw waren herders met hun schaapskuddes steeds minder in het Zwinlandschap te zien. Er was een te grote buitenlandse concurrentie in de wolsector. Vanaf deze periode namen de boeren voor het hoeden van de schaapskudden steeds meer vaklui in dienst. Vaak waren die afkomstig uit Belgisch of Nederlands Limburg. Die herders kregen in de Zwinpolders omwille van hun vreemde tongval de benaming ‘Duitse’ schapers.

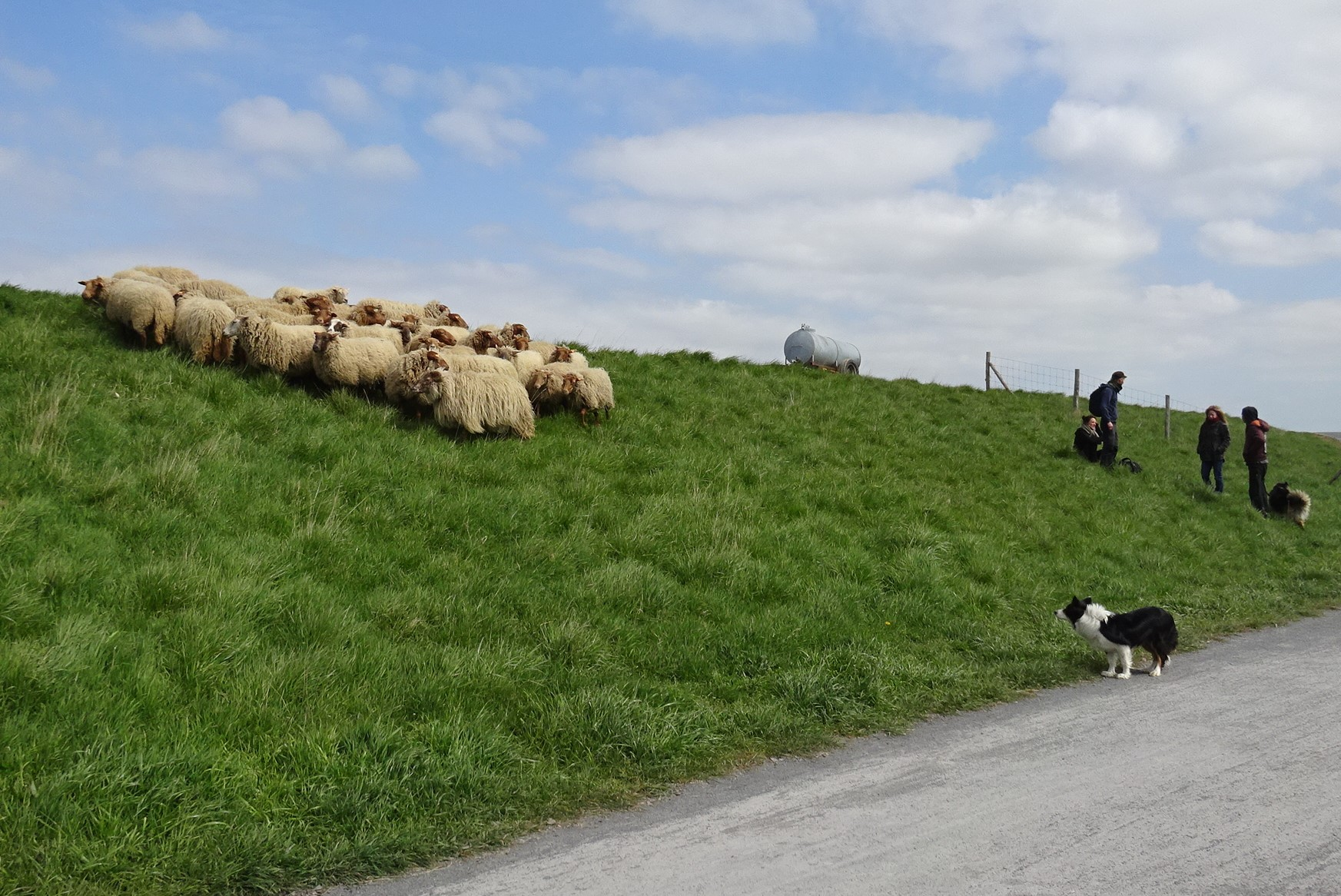
Demonstratie schapen drijven in het Zwin, 2021.

Aan het begin van de twintigste eeuw was het aantal schapen en herders reeds fel geslonken. Door de geringe verloning en moeilijke werkomstandigheden werd het werk van herder steeds minder aantrekkelijk. Na de Tweede Wereldoorlog verdween het beroep bijna volledig in de Zwinstreek. Hoofdreden was dat onze gebieden niet meer konden concurreren tegen de massale import van hoogkwalitatieve en goedkope buitenlandse wol (bijvoorbeeld uit Australië). Sinds de laatste eeuwwisseling wint de teelt en het hoeden van schapen echter terug aan populariteit in de Zwinregio. Ecologische motieven spelen een rol. Onder meer voor het onderhoud van een hellende dijk is veel eenvoudiger (en minder vervuilend) door middel van schapen dan met een maaimachine.

### Pajottenland en Zennevallei
Ook in het Pajottenland waren herders actief. De Schapenbaan in Ternat, Scheepersstraat in Lennik, Schaapschuurlos in Affligem, Zwartschaapstraat in Gooik… zijn toponiemen die stuk voor stuk verwijzen naar de lange traditie van de schaapherders in het Pajottenland en de Zennevallei. Ook in deze regio zijn sinds het begin van de 21ste eeuw terug enkele schaapherders actief. De initiatieven passen in de hernieuwde interesse voor ecologisch natuurbeheer, duurzaamheid, biodiversiteit en het Brusselse stadslandbouwbeleid.